# Alloclusia chiloensis
Alloclusia chiloensis är en tvåvingeart som beskrevs av Malloch 1933. Alloclusia chiloensis ingår i släktet Alloclusia och familjen träflugor. Inga underarter finns listade i Catalogue of Life.